# Live Blood
Live Blood è il terzo album dal vivo dell'ex leader e cantante dei Genesis Peter Gabriel; è uscito nel 2012.
È stato registrato durante i concerti tenuti all'Hammersmith Apollo di Londra tra il 23 e il 24 marzo 2011, durante i quali il cantante britannico eseguì assieme alla New Blood Orchestra e alle coriste Ane Brun, la figlia Melanie Gabriel, Sevara Nazarkhan e Tom Cawley le stesse tracce dell'album Scratch My Back con l'aggiunti di alcuni dei suoi maggiori successi della sua carriera solista.

## Tracce
Tutte le tracce sono state scritte da Gabriel tranne dove è indicato.

### Disco 1
1. Intruder – 6:06
2. Wallflower – 7:26
3. The Boy In The Bubble (Paul Simon) – 4:22
4. Apres Moi (Regina Spektor) – 5:26
5. The Drop – 2:48
6. Washing Of The Water – 4:21
7. The Book Of Love (Stephin Merritt)– 3:56
8. Darkness – 6:34
9. The Power Of The Heart (Lou Reed) – 6:40
10. Biko – 6:40
11. San Jacinto – 7:47

### Disco 2
1. Digging in the Dirt – 6:09
2. Signal to Noise – 8:48
3. Downside Up (con Melanie Gabriel) – 6:27
4. Mercy Street – 6:48
5. The Rhythm of the Heat – 6:55
6. Blood of Eden – 6:37
7. Red Rain – 7:05
8. Solsbury Hill – 6:21
9. In Your Eyes (con Sevara Nazarkhan) – 8:30
10. Don't Give Up (con Ane Brun) – 8:30
11. The Nest That Sailed The Sky – 6:42